# John Edward Robinson
John Edward Robinson (Cicero, 27 dicembre 1943) è un serial killer statunitense.
È stato incriminato nel 2000 per tre omicidi nello stato del Kansas; ne ha poi confessati altri cinque in seguito. Condannato alla pena capitale, si trova dal 2001 nel braccio della morte. È inoltre stato incriminato, in varie occasioni, per truffa, appropriazione indebita, sequestro di persona e contraffazione.
John Edward Robinson è ricordato come il primo serial killer a usare Internet come strumento per la selezione e persuasione delle sue vittime. Il suo modus operandi consisteva nell'adescare donne deboli e sole, solitamente con fasulle offerte lavorative, isolarle dai familiari, sfruttarle sessualmente finché possibile e in seguito farle sparire, cancellandone le tracce tramite lettere falsificate.
Robinson era noto anche con il soprannome di Slave Master, che aveva ripreso dal Concilio Internazionale dei Master, una setta dedicata alla tradizione del Marchese de Sade, di cui era un affezionato membro. Usò frequentemente questo soprannome anche su Internet e nei forum online.

## Biografia

### Infanzia
John Edward Robinson è nato a Cicero, un distretto della città di Chicago famoso per il suo legame con la criminalità e con Al Capone, che risiedette anche in una casa poco distante da quella dei Robinson. All'età di dodici anni, spronato dal padre, il ragazzo divenne uno scout e, grazie alla sua bravura, riuscì a dirigere un gruppo composto dai centoventi migliori scout americani sul palco del London Palladium, al cospetto della regina Elisabetta II.
Nell'autunno del 1957 venne accettato dal prestigioso Seminario Preparatorio Quigley, una delle migliori scuole degli Stati Uniti, situata nel centro storico di Chicago e avente lo scopo di formare la futura classe clericale. Dai suoi insegnanti, Robinson è ricordato come un ragazzo non particolarmente brillante, scolasticamente nella media, ma già scaltro e manipolatorio nei confronti di chi gli stava vicino.
All'età di diciassette anni, una volta diplomato, aveva già abbandonato la sua vocazione e il desiderio di diventare prete, preferendo optare per il Morton Junior College a Cicero e per la carriera medica. Rinunciò però agli studi dopo solo due anni a causa dei problemi economici della sua famiglia.

### Primi crimini
Dopo la rinuncia agli studi, John Robinson cominciò subito a mentire riguardo alle sue qualifiche, trovando lavoro in un ospedale a Chicago come tecnico dei raggi X. Nel 1964, ventunenne, si propose in matrimonio a Nancy Jo Lynch in uno dei loro primi appuntamenti; al momento della loro unione, Nancy già aspettava il loro primo figlio. Pochi mesi dopo, a causa di sospetti di appropriazione indebita da parte dell'ospedale in cui lavorava John verso quest'ultimo, la coppia dovette scappare da Chicago, trasferendosi a Kansas City (Kansas).
Nello stato del Kansas, Robinson venne assunto come tecnico dei raggi X nell'ospedale locale, grazie ad un fitto portfolio di certificati e raccomandazioni, tutti falsificati. Dopo non molto tempo, John perse il lavoro sotto l'accusa di appropriazione indebita di oltre centomila dollari da parte dell'ospedale; venne inoltre condannato a tre anni di libertà vigilata, divenendo pregiudicato all'età di venticinque anni. Nei suoi successivi lavori, ormai esterni al mondo della medicina pubblica, il furto divenne una costante e Robinson fu riportato diverse volte in tribunale.
Nel 1971 la famiglia Robinson, ormai avente tre figli e un quarto in arrivo, si trasferì in Missouri per permettere a John di avviare una sua attività, una società di consulenza; questa però, non dopo molto, venne compromessa dalle frodi attuate dal suo proprietario. A trentatré anni, dopo l'ennesimo trasloco, finalmente John e i suoi congiunti ricominciarono una nuova vita a Stanley, in Kansas, dove nessuno era a conoscenza del passato criminoso del padre di famiglia. Nella piccola città rurale, il signor Robinson ottenne una nomina a "uomo dell'anno" grazie a un'astuta serie di lettere da lui falsificate e usate per raggirare il sindaco e i cittadini.
Nell'autunno del 1981 John Robinson venne nuovamente accusato per appropriazione indebita e rischiò sette anni di prigione, ottenendo però solo sessanta giorni di carcere e cinque anni di libertà vigilata. Pochi mesi dopo avviò una nuova compagnia di consulenze, chiamata Equi-Plus, che, negli anni successivi, diventerà la copertura principale per diversi dei suoi omicidi. Divenne inoltre parte del "Concilio Internazionale dei Master", una setta segreta conosciuta per la pratica del BDSM; è sospettato che John procurasse "schiave", non sempre consenzienti, da introdurre nella congrega con lo scopo di migliorare la sua posizione nella scala gerarchica del gruppo.

### Primi omicidi
Nell'estate del 1984, John Robinson, ricercando una dipendente per la sua compagnia, conobbe Paula Godfrey, una diciannovenne di Olathe (Kansas). La neoassunta sarebbe dovuta volare a San Antonio (Texas) per un corso di specializzazione, per ordine del suo capo che, il 1 settembre 1984, si recò a casa Godfrey per accompagnare la giovane all'aeroporto. Quella fu l'ultima volta che i suoi genitori la videro: vennero poi a sapere che la figlia non si era neppure presentata nell'albergo nel quale avrebbe dovuto soggiornare durante la sua permanenza a San Antonio. Pochi giorni dopo, i signori Godfrey ricevettero una lettera, firmata dalla figlia, che li rassicurava dicendo di star bene, ma di non volerli più vedere; ciò bastò al dipartimento di polizia per cessare le investigazioni sulla sua scomparsa. Poco tempo dopo, un dipendente della compagnia di Robinson, Irv Blattner, sul letto di morte dichiarò di essere spaventato del suo capo e che temeva che fosse lui il colpevole dietro la sparizione di Paula.
Robinson, ancora libero dai sospetti delle forze dell'ordine, aveva deciso di avviare una carriera nel mondo della prostituzione, dedicandosi alla ricerca di donne esperte nell'ambito del sado-masochismo, adatte a soddisfare i requisiti del Concilio dei Master. È testimoniato, da parte di ex-membri della setta, che l'uomo era stato in grado di scalare la gerarchia interna e garantirsi una posizione eccellente grazie alla sua abilità nel consegnare quotidianamente ai membri nuove vittime per percosse, stupri e torture.
Nel dicembre del 1984 Steve Haymes, agente dei servizi di vigilanza del Missouri, cominciò ad indagare riguardo a un nuovo possibile ambito dei crimini di Robinson: la tratta di infanti. L'uomo infatti aveva da non molto cominciato a cercare giovani madri single per un suo sedicente programma lavorativo dedicato a queste ultime, con il fine di reintrodurle nella società ed assicurare loro una vita dignitosa. Dati i sospetti di trascorsi con la prostituzione e il veto rispetto a donne nere o con figli non bianchi, le associazioni caritatevoli non tardarono ad allarmarsi e ad avvisare l'agente. In realtà, la ricerca di un bambino da parte di Robinson era dovuta al fratello, il quale non riusciva ad avere figli con la moglie, né poteva sostenere le costose e impegnative pratiche per l'adozione. Il desiderio d'approvazione e di sembrare una brava persona di John l'aveva portato ad assicurare a Donald che avrebbe trovato un neonato da adottare entro il Natale di quell'anno. Fu così che venne a contatto con Lisa Stasi, una madre single alla ricerca disperata di un lavoro, la quale raccolse l'offerta posta dall'apparente filantropo, presentatosi col nome di John Osborne. La suocera della ragazza testimoniò in seguito che l'uomo aveva fatto firmare alla nuora quattro fogli in bianco e la reazione di Lisa, al limite dell'isteria, quando la suocera la chiamò giovedì 10 gennaio: fu l'ultima volta in cui qualcuno ebbe contatti con Lisa. La mattina successiva, Donald e Helen Robinson conobbero la loro nuova figlia adottiva, la cui madre, secondo il racconto di John Robinson, si era suicidata lasciandola orfana pochi giorni prima. La bambina, rinominata Heather, quindici anni dopo fu identificata come Tiffany Stasi, figlia di Lisa, della quale, dopo la sua scomparsa, si hanno solo lettere falsificate da parte dell'assassino. Nelle sue lettere la giovane madre rassicura di star bene ma che, come da modus operandi, dichiara di non voler più avere contatti con i suoi congiunti. Successivamente l'agente Haymes condusse serrate indagini sull'uomo d'affari, ma non riuscì a ricavarne prove incriminanti.
Theresa L. William fu il successivo bersaglio di Robinson: la ragazza era stata assunta da quest'ultimo come prostituta e si era trasferita in un appartamento posseduto da lui. Durante la sua permanenza ricorda di aver consumato molte droghe leggere, portatele da John, il quale, ricorda la ragazza, girava usualmente con una pistola, nonostante gli fosse vietato dalla libertà vigilata; molto spesso veniva picchiata e durante i suoi incontri le venivano praticate torture senza il suo consenso. L'uomo, pianificando di sfruttarlo per occultare le prove, dettò a Theresa un diario, nel quale le veniva fatto sostenere di essere spaventa da Blattner, suo assistente. Il diario sarebbe terminato il 15 giugno, giorno della programmata partenza dei due per le Bahamas. Fortunatamente per la ragazza, pochi giorni prima della presunta partenza, l'FBI si presentò al suo appartamento e le salvò la vita, portandola via da quel posto e affidandola al programma protezione testimoni; il suo intervento sarebbe stato necessario per incriminare l'uomo per sequestro di persona. Robinson, una volta saputo l'accaduto, cominciò furioso a cercare la ragazza, assumendo persino un investigatore privato. Preoccupate, le forze dell'ordine spedirono Theresa su un aereo con destinazione sconosciuta, rendendo però impossibile la sua testimonianza in tribunale. John Robinson, il quale rischiava sette anni per ciò che aveva fatto alla ragazza, risultò non colpevole a causa della mancanza della vittima. L'uomo però, dopo non molto tempo, venne incriminato e condannato a cinque anni di carcere per evasione fiscale, frode e falsificazione in Kansas.

### Prima incarcerazione
Il 16 maggio 1987, poco dopo la scomparsa della sua dipendente Catherine Clampitt, John Robinson venne incarcerato a Olathe per la sentenza di cinque anni. L'uomo viene ricordato dai suoi sorveglianti come un carcerato modello, con ottima abilità di conversazione e determinato a fare il miglior uso possibile del suo tempo dietro le sbarre. Sotto la guida del sistema penale del Kansas divenne abile nella manutenzione dei computer, fino a rendersi indispensabile e a far risparmiare una stima di centomila dollari annui tramite i software da lui creati.
Nel gennaio del '91 Robinson venne trasferito in una prigione del Missouri, dove conobbe Beverly Bonner, moglie del dottore del carcere e addetta alla biblioteca. La donna, lavorando a stretto contatto con John, non mancò di infatuarsene e dopo non molto tempo i due si diedero ad una relazione clandestina dietro le sbarre, pianificando un ipotetico futuro di viaggi e lusso una volta riacquisita da libertà. Nella primavera del 1993 John E. Robinson fu rilasciato dalla prigione all'età di 49 anni; mentre Beverly compilava le pratiche per il proprio divorzio, l'uomo non dimostrò alcun interesse nel separarsi da sua moglie e dalla sua famiglia, che lo avevano aspettato durante quei sei anni.
Beverly, trasferitasi per stare vicina all'uomo di cui era innamorata, venne persuasa ad aiutarlo con la sua nuova impresa, la Hydro-Go, della quale divenne presidente affiancata da "James Turner", alias di John Robinson. Pochi mesi dopo la donna scomparve, lasciando alle sue spalle solo lettere e cartoline relative ai suoi viaggi per il mondo, falsificate dal suo assassino.

### Omicidi legati a Internet
Nella metà degli anni '90, con l'avvento di Internet John aveva trovato uno strumento per dare sfogo ai suoi desideri perversi. Firmandosi Slavemaster, l'uomo passava le sue giornate nelle chat room, cercando donne interessate a bondage e BDSM. Con meticolosità e cura riuscì a dipingersi alle sue potenziali vittime come un uomo di successo, con una fattoria e ben esperto nel campo del sado-masochismo, il perfetto partito.
Fu così che conobbe Sheila Faith, madre single di Debbie, una sedicenne nata con la spina bifida e confinata sulla sedia a rotelle fin da bambina. La donna, vedova, rimase istantaneamente ammaliata dalla persona che John mostrava di essere e dall'invito nella sua fattoria del Kansas per iniziare una nuova vita insieme, dichiarando anche che lo stile di vita sano che avrebbero condotto avrebbe persino potuto compiere il miracolo permettendo a Debbie di camminare sulle sue gambe. Nell'estate del 1994 Robinson si presentò alle porte della casa di Sheila e Debbie Faith per condurle verso la loro nuova vita; dopo la loro scomparsa i parenti stretti ricevettero lettere dove le due donne dichiaravano di essere felici e di non avere intenzione di ritornare alla loro precedente situazione.
Tre anni dopo, la diciannovenne Izabela Lewicka conobbe Robinson su internet, tramite siti web di Gorean e BDSM. Negli anni precedenti l'uomo era entrato in contatto con decine di donne: il suo modus operandi si basava sull'imposizione di un contratto, non giuridicamente valido, dove veniva richiesta assoluta obbedienza e potere sul corpo e sulle finanze della "schiava", in modo da assicurare le sue entrate e avere il pieno controllo sulle sue vittime. Izabela seguì questo iter e si trasferì vicino a John, il quale le fece perfino compilare un finto documento di matrimonio, firmandosi come John Anthony Robinson e pretendendo di essere nato negli anni '40. Agli inizi del 1998 la ragazza viveva nell'appartamento del "marito", che era separato dalla casa della famiglia dell'uomo, con la quale lui manteneva una doppia vita. Izabela inoltre lavorava per Robinson come artista e usava presentarsi a tutti come moglie del suo capo, adottando persino il suo cognome; mentre lui, parlando con gli altri, si riferiva a lei come sua nipote. Durante i suoi due anni e mezzo di convivenza con John, Izabela diventò abbastanza conosciuta dai vicini e dai negozianti, per cui la sua scomparsa, seppur mascherata da un finto trasloco, non passò inosservata. Alle domande sulla sparizione di Izabela, Robinson usava rispondere che era stata arrestata per spaccio e deportata in Polonia.
Nel febbraio del 2000 John Robinson aveva così tante relazioni sul web che aveva cominciato a riscontrare problemi di tempo: la grande quantità delle sue schiave gli creava difficoltà nel ricordarne le generalità e, per poter rispondere a ognuna, spesso si ritrovava a usare le stesse mail simultaneamente, cambiando solo i nomi. In questo periodo conobbe Suzette Troutin, una giovane donna del Michigan, attiva nei forum Gorean e con molte esperienze sado-masochiste alle spalle. La ragazza, la quale aveva una vita complicata e molte frustrazioni lavorative, si dimostrò subito interessata quando John le propose un posto di lavoro come infermiera per suo padre, molto malato; le promesse erano di un'ottima paga e di frequenti viaggi lavorativi. Il signor Robinson, però, era già morto durante il periodo di incarcerazione del figlio; quello che Suzette conobbe durante la sua visita in Kansas era un attore. Suzette, una volta trasferitasi in Kansas, divenne la schiava sessuale del suo capo, che la chiuse nel suo appartamento procrastinando l'inizio del suo periodo lavorativo. Dopo non molto la ragazza divenne inquieta e cominciò a sentire la mancanza di casa e della sua libertà, stanca delle scuse di John, il quale continuava a ripeterle di non preoccuparsi e che presto sarebbero partiti alla volta dell'Australia. L'ultimo messaggio di Suzette alla sua migliore amica, con la quale era costantemente in chat, risale alle 10:30 di Mercoledì 1 marzo 2000. In seguito i cani pechinesi della ragazza, considerati da lei inseparabili e estremamente preziosi, vennero affidati a un canile del posto e poi adottati da altri civili.
Successivamente la migliore amica e la madre della ragazza ricevettero diversi messaggi dove Suzette dichiarava di aver rinunciato al lavoro con John e di aver trovato un nuovo Master in California, un tale JT, il quale non era altro che un altro alias di Robinson. Le due, a differenza dei parenti delle precedenti vittime, diventarono subito sospettose non riconoscendo lo stile di scrittura e l'atteggiamento di Suzette e decisero di contattare le forze dell'ordine, che aprirono subito un'indagine sul pregiudicato John Edward Robinson. Sotto sorveglianza del detective Morrison inoltre le amiche di Suzette si avvicinarono all'uomo, il quale non attese nel cercare di renderle sue schiave, ma, abbassando la guardia, si fece scappare dettagli contrastanti sull'epilogo della sua relazione con l'ex-dipendente.
Gli agenti dell'FBI cominciarono a seguire l'uomo in ogni modo, ascoltando ogni sua conversazione e accordandosi con il motel nel quale era solito condurre le sue vittime. Usufruirono anche della collaborazione dell'agente Steve Haymes, il quale aveva già precedentemente indagato sul sospettato e su due delle possibili vittime. Così molte donne ignare vennero seguite e ascoltate nella loro relazione con l'uomo, fra cui una rispettata psicologa, la quale riuscì ad uscire dal rapporto travagliato col suo seviziatore, ma si vide rubati più di settecento dollari di giocattoli sessuali. Le forze dell'ordine riuscirono finalmente ad agire quando, nel giugno del 2000, John provò ad avere un rapporto sessuale con una minorenne: infatti, al tempo, i reati sessuali con adulti relativi a Internet non erano ancora giuridicamente regolamentati, mentre lo erano quelli con minori.
Alle 10:15 di venerdì 2 giugno, una task force irruppe in casa Robinson per arrestare l'uomo, il quale li seguì senza fare resistenza sotto lo sbigottito sguardo dei suoi familiari.

### Processo e sentenza
Dopo aver arrestato John E. Robinson, le forze dell'ordine poterono iniziare a perquisire le sue proprietà in cerca di prove per l'imminente processo. Non fu difficile per gli agenti risalire ad un magazzino affittato dall'uomo dove custodiva gli effetti personali delle vittime, fra cui i documenti di Suzette e di Izabela, insieme al contratto da schiava che quest'ultima aveva firmato e a dozzine di carte bianche contenenti le firme delle due ragazze. Richiese invece più tempo il ritrovamento dei primi cadaveri, stipati in barili e ormai in avanzata putrefazione. Vennero identificati i corpi di Suzette, Izabela, Beverly e, con molta più fatica, i resti di Debbie e Sheila. Vennero inoltre collegate all'uomo anche le sparizioni di Paula Godfrey, Lisa Stasi e Catherine Clampitt.
I media locali si trovavano sopraffatti dalla quantità di informazioni sul caso, ma ancora di più dalla richiesta del pubblico, ormai appassionatasi alla vicenda e desideroso di conoscerne i risvolti. A Robinson, considerato indigente, era stato assegnato un team di avvocati, attivisti specializzati in casi che potevano portare alla pena di morte; l'uomo successivamente li dimise con lo scopo di ritardare il più possibile il processo e guadagnare tempo. Venne inoltre scoperta la vera identità di Heather Robinson, nipote adottiva dell'imputato e figlia della sua seconda vittima. La famiglia della giovane dichiarò pubblicamente il suo sbigottimento e la sua rabbia nei confronti dell'uomo, mentre la moglie e i figli di John non vollero prendere posizione, sperando fino all'ultimo che il padre di famiglia non corrispondesse al violento assassino del quale parlavano i media.
Alle porte del processo, sulla testa di Robinson vertevano accuse per gli omicidi di Suzette, Izabela e Lisa, l'interferenza parentale aggravata nella custodia di Tiffany Stasi, il rapimento aggravato di Suzette Trouten, l'aggressione sessuale e il furto dei giocattoli sessuali di una delle donne con cui aveva avuto contatti sotto la sorveglianza della polizia. Fra le testimonianze fu tenuto conto dell'intervento dell'amica di Suzette, la quale aveva intrattenuto svariate conversazioni di ogni genere con l'imputato, che erano state registrate dalla polizia, e del video pornografico raccolto fra le prove, il quale ritraeva Suzette e John in pratiche sessuali violente e lesive nei confronti della donna, mostrato nei suoi quarantadue minuti di interezza alla giuria.
John Edward Robinson venne valutato colpevole per tutti i suoi capi d'accusa e condannato a morte, il primo nel Kansas dal 1965. Dal 2001 attende nel braccio della morte.

## Vittime
| Nome               | Età | Data scomparsa    |
| ------------------ | --- | ----------------- |
| Paula Godfrey      | 19  | 1 settembre 1984  |
| Lisa Stasi         | 19  | 10 gennaio 1985   |
| Catherine Clampitt | 26  | Gennaio 1987      |
| Beverly Bonner     | 49  | Novembre 1993     |
| Sheila Dale Faith  | 46  | Tarda estate 1994 |
| Debbie Faith       | 16  | Tarda estate 1994 |
| Izabela Lewicka    | 21  | Autunno 1999      |
| Suzette Trouten    | 28  | 1 marzo 2000      |

## Media
Nel 2001 John Glatt ha pubblicato un libro, Internet Slave Master, che documenta la vita di John Robinson dai suoi inizi fino al suo processo in Kansas. Un secondo libro di John Glatt, intitolato Depraved e datato 2005, vede protagonista le vite delle vittime di Robinson e di tutte le persone che hanno subito i suoi crimini.